# Чарльз Голл
Чарльз Мартін Голл (6 грудня 1863 , Томпсон, Огайо  — 27 грудня 1914 , Дейтона-Біч, Флорида ) — американський інженер-хімік, першим отримав промисловий алюміній.
23 лютого 1886 року, через майже рік після закінчення коледжу, отримав за допомогою електролізу перший алюміній, про який дізнався студентом Оберлінському коледжу. Проводив експерименти з виділення алюмінію шляхом електролізу кріолітно-глиноземного розплаву. Трохи пізніше отримав патент на електролітичний спосіб отримання алюмінію.
У 1888 році спільно з рудною компанією Пітсбурга створив компанію «Aluminum Company of America», в якій до кінця життя займав пост віце-президента. У співпраці з французьким хіміком Полем Еру довів до досконалості технологічний процес отримання алюмінію (процес Голла — Еру), який ліг в основу сучасної технології промислового виробництва алюмінію.
Отримав 22 патенти, так чи інакше пов'язаних з алюмінієм. У 1911 році був нагороджений медаллю Перкіна за досягнення в галузі прикладної хімії.
Помер від лейкемії.